# Chonopeltis meridionalis
Chonopeltis meridionalis is een visluizensoort uit de familie van de Argulidae. De wetenschappelijke naam van de soort is voor het eerst geldig gepubliceerd in 1964 door Fryer.